# Borgward BX5
Borgward BX5 – samochód osobowy typu SUV klasy kompaktowej pod chińsko-niemiecką marką Borgward w latach 2017–2021.

## Historia i opis modelu

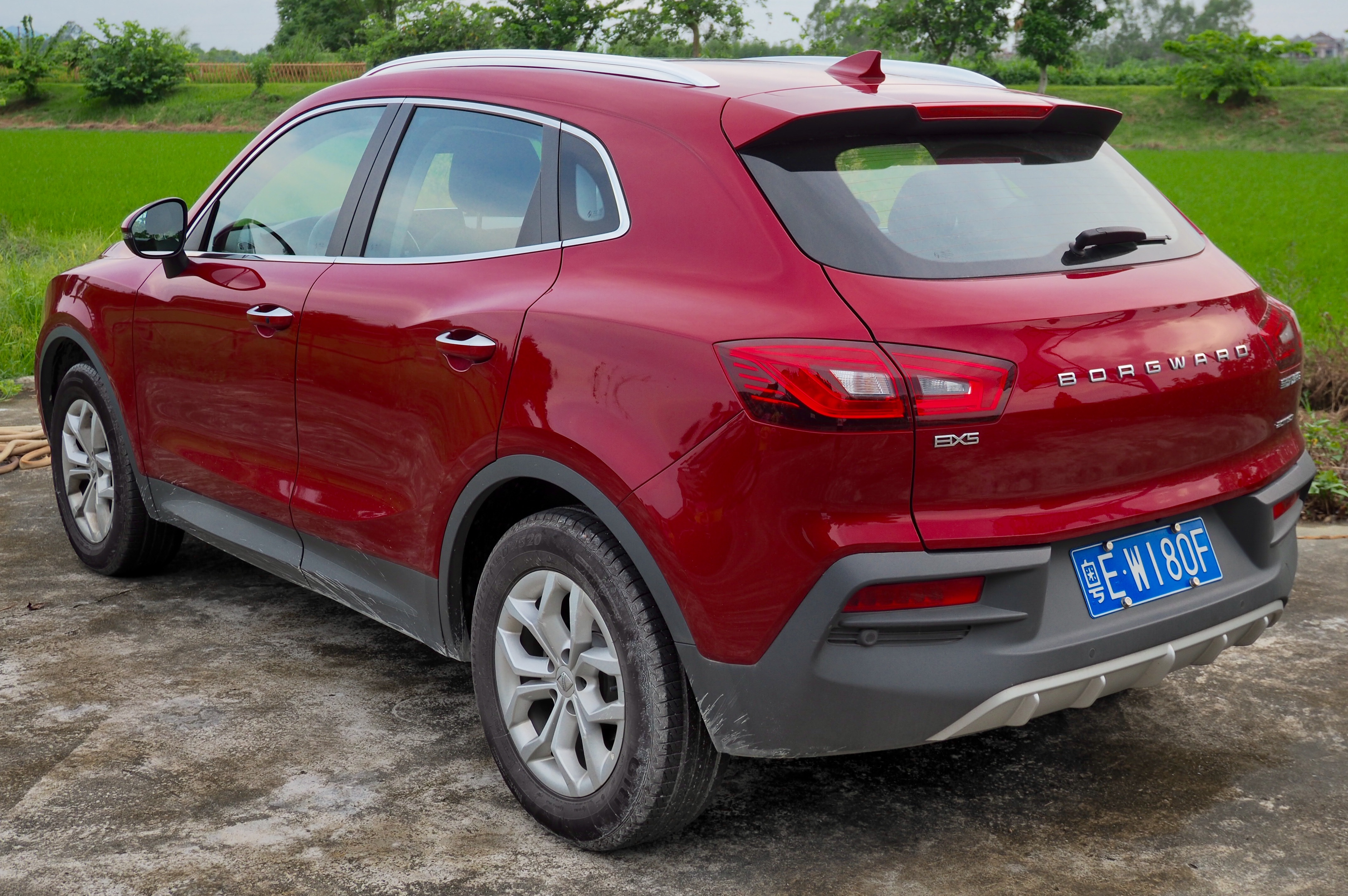
Borgward BX5 – tył

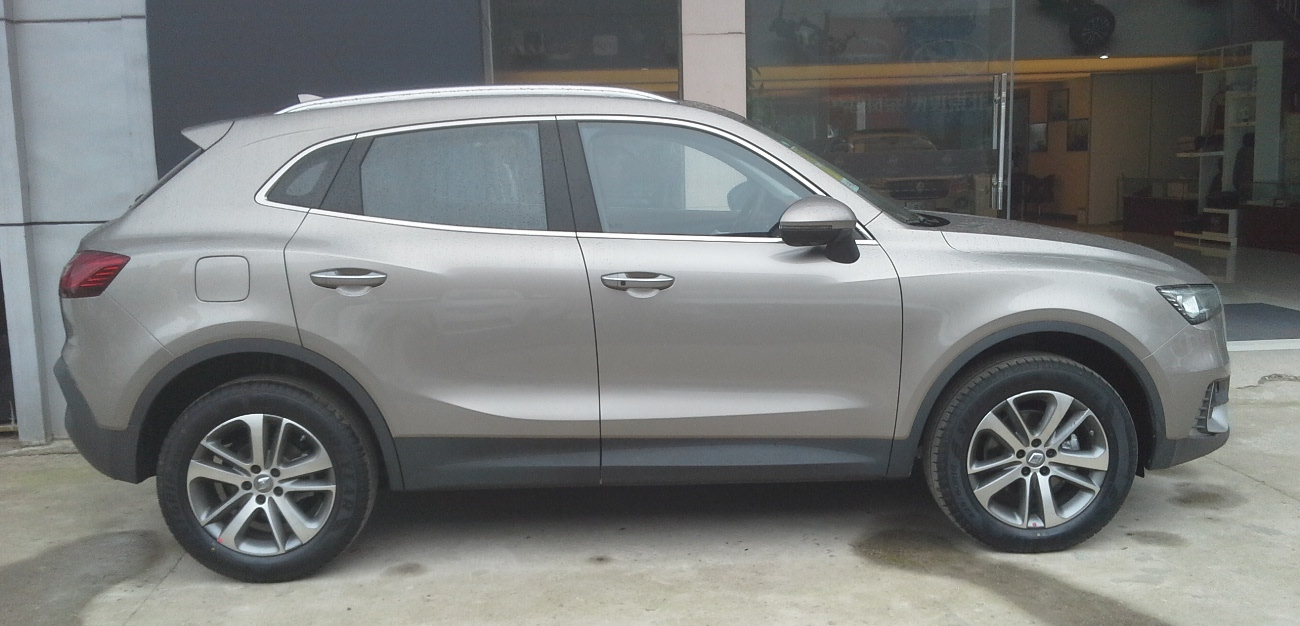
Borgward BX5 – sylwetka

Po prezentacji pierwszego i zarazem topowego modelu BX7 jesienią 2015 roku, pół roku później marcu 2016 roku Borgward ogłosił dalszą rozbudowę swojej gamy modelowej o mniejszego rozmiaru SUV-y. Podczas Geneva Motor Show chińsko-niemieckie przedsiębiorstwo przedstawiło w przedprodukcyjnej postaci kompaktowe modele BX5 oraz BX6.
Pod kątem wizualnym pojazd rozinął formułę większego BX7, charakteryzując się obłą sylwetką na czele z dużą, sześciokątną atrapą chłodnicy, agresywnie stylizowanymi reflektorami, a także dwuczęściowymi lampami tylnymi. Kabina pasażerska utrzymana została w luksusowym charakterze – wykończono ją m.in. skórą i drewnem.

### Sprzedaż
Oficjalny debiut Borgwarda BX5 w produkcyjnej formie odbył się niespełna rok po światowej premierze przedprodukcyjnego wariantu, w lutym 2017 roku. Podobnie do większego BX7, samochód trafił do sprzedaży w pierwszej kolejności na rynku chińskim, a w Niemczech debiut zaplanowano dwa lata później – jednakże, tylko w wariancie elektrycznym. Ostatecznie w Europie sprzedano próbną serię spalinowych 13 egzemplarzy w 2018 roku i nie uruchomiono jej oficjalnie. Zamiast tego, Borgward skupił się na ekspansji w Azji. W lipcu 2019 roku samochód zadebiutował na pierwszym rynku lewostronnym, w Malezji. Produkcja dobiegła końca w sierpniu 2021, w schyłkowym okresie istnienia przedsiębiorstwa, które upadło pół roku później.

### Silniki
- R4 1.4l Turbo
- R4 1.8l Turbo
- R4 2.0l Turbo